# فيليب كراليفيتش
فيليب كراليفيتش مواليد 13 ديسمبر 1989 في موستار، جمهورية البوسنة والهرسك الاشتراكية، هو لاعب كرة سلة كرواتي. بدأ مسيرته الاحترافية في سنة 2007. يلعب في الدوري الإسباني لكرة السلة كلاعب وسط. يحمل الرقم 7. يبلغ طوله 6 قدم 10 بوصة (2.1 م).

## المسيرة الاحترافية
لعب مع نادي سيبونا لكرة السلة من سنة 2007 إلى 2009، ثم لعب مع نادي سيدفيتا لكرة السلة من سنة 2009 إلى 2012، ثم لعب مع نادي سبليت لكرة السلة في موسم 2012–2013، ثم لعب مع نادي زادار لكرة السلة من سنة 2013 إلى 2016، ثم لعب مع باسكت سرقسطة 2002 في الدوري الإسباني في سنة 2016.

## روابط خارجية
- فيليب كراليفيتش على موقع الاتحاد الدولي لكرة السلة (الإنجليزية)
- فيليب كراليفيتش على موقع الدوري الأوروبي لكرة السلة (الإنجليزية)
- فيليب كراليفيتش على موقع الدوري الإسباني لكرة السلة (الإسبانية)
- فيليب كراليفيتش على موقع كرة السلة الأوروبية.كوم (الإنجليزية)
- فيليب كراليفيتش على موقع DraftExpress.com (الإنجليزية)
- فيليب كراليفيتش على موقع ريلجم (الإنجليزية)
- فيليب كراليفيتش على موقع بروبوليرز (الإنجليزية)
- فيليب كراليفيتش على موقع سبورتس رفرنس (الإنجليزية)